# Джеймстаун (Індіана)
Джеймстаун (англ. Jamestown) — місто (англ. town) в США, в округах Бун і Гендрікс штату Індіана. Населення — 942 особи (2020).

## Географія
Джеймстаун розташований за координатами 39°55′43″ пн. ш. 86°37′35″ зх. д. / 39.92861° пн. ш. 86.62639° зх. д. (39.928478, -86.626264).  За даними Бюро перепису населення США в 2010 році місто мало площу 2,27 км², уся площа — суходіл.

## Демографія
Згідно з переписом 2010 року, у місті мешкало 958 осіб у 394 домогосподарствах у складі 261 родини. Густота населення становила 422 особи/км².  Було 418 помешкань (184/км²).
Расовий склад населення:
| - 98,9 % — білих - 0,5 % — азіатів |

До двох чи більше рас належало 0,6 %. Частка іспаномовних становила 0,7 % від усіх жителів.
За віковим діапазоном населення розподілялося таким чином: 26,6 % — особи молодші 18 років, 61,7 % — особи у віці 18—64 років, 11,7 % — особи у віці 65 років та старші. Медіана віку мешканця становила 36,5 року. На 100 осіб жіночої статі у місті припадало 87,8 чоловіків;  на 100 жінок у віці від 18 років та старших — 88,0 чоловіків також старших 18 років.
Середній дохід на одне домашнє господарство  становив 65 290 доларів США (медіана — 53 125), а середній дохід на одну сім'ю — 81 540 доларів (медіана — 64 931). За межею бідності перебувало 14,0 % осіб, у тому числі 12,3 % дітей у віці до 18 років та 5,9 % осіб у віці 65 років та старших.
Цивільне працевлаштоване населення становило 545 осіб. Основні галузі зайнятості: освіта, охорона здоров'я та соціальна допомога — 25,1 %, роздрібна торгівля — 16,0 %, виробництво — 16,0 %.